# Siboga albimediella
Siboga albimediella är en fjärilsart som beskrevs av George Francis Hampson 1918. Siboga albimediella ingår i släktet Siboga och familjen mott. Inga underarter finns listade i Catalogue of Life.